# August Heinrich Matthiae
August Heinrich Matthiae (25 dicembre 1769 – 6 gennaio 1835) è stato un filologo classico tedesco.

## Biografia
Trascorse alcuni anni come tutor ad Amsterdam. Nel 1798 tornò in Germania, e nel 1802 fu nominato direttore del Friedrichsgymnasium ad Altenburg, carica che occupò fino alla sua morte. La sua biografia fu scritta da suo figlio Constantin, con il titolo A. Matthiä in seinem Leben und Wirken (1845).

## Opere
- A copious Greek grammar,(1832).
- Edizione di Euripide (9 vol., 1813–1829)
- Grundriss der Geschichte der griechischen und römischen Litteratur (3 ed., 1834, Eng. trans., Oxford, 1841)
- Lehrbuch fur den ersten Unterricht in der Philosophie (3 ed., 1833)
- Encyklopädie und Methodologie der Philologie (1835)